# Антирадянська пропаганда
Антирадянська пропаганда або антирадянщина, антирадянська агітація — радянський пропагандистський штамп, кліше, згідно з яким будь-яка критика радянського суспільного устрою розглядалася як спосіб ведення ідеологічної боротьби проти існуючого політичного режиму, шляхом поширення правдивої або неправдивої чи спотвореної інформації та формування, таким чином, антирадянської, а в окремих випадках — антиросійської суспільної думки з метою підриву або послаблення Радянської влади в СРСР.
Антирадянською пропагандою в СРСР також вважалося:
- оприлюднення реальної інформації про терор та звірства більшовиків періоду революції, громадянської війни, «колективізації», «індустріалізації» та інших заходів радянської влади
- будь-яку правдиву інформацію, що суперечила твердженням офіційної радянської пропаганди.
- критику недоліків «будівництва комунізму» в СРСР, при цьому покарання за таку критику в СРСР фактично були інструментом проведення репресій проти власних громадян.

## Антирадянська пропаганда як злочин проти СРСР
В СРСР антирадянська агітація та пропаганда вважались карним злочином. Так, у першому радянському Кримінальному кодексі 1922 року в розділі «Контрреволюційні злочини» містилося кілька статей, пов'язаних із поширенням небажаної інформації:
- Стаття 69 — Антирадянська агітація і пропаганда;
- Стаття 70 — Пропаганда й агітація для допомоги міжнародній буржуазії;
- Стаття 72 — Виготовлення, зберігання та розповсюдження літератури контрреволюційного змісту;
- Стаття 73 — Вигадки і розповсюдження з контрреволюційною метою неправдивих чуток або неперевірених даних, які можуть викликати паніку або недовіру до влади та дискредитацію її.

Ці статті визначали різні покарання, в тому числі — ув'язнення терміном до 7 років. Подібні статті містились також у Карних кодексах союзних республік СРСР.
В Кримінальному кодексі РРФСР (1926) існувала сумновідома стаття 58.

## Антирадянська пропаганда 1917—1930-х років

### Антирадянська пропаганда в Росії та СРСР
Уперше антирадянську пропаганду як спосіб ведення ідеологічної боротьби застосували більшовики — на VI з'їзді РСДРП, який проходив з 26 липня по 3 серпня, була визнана необхідність зняття лозунгу «Вся влада Радам». Перед цим, у своїх «Квітневих тезах» (1917) Володимир Ленін зазначав необхідність передачі всієї влади Радам, хоча й визнавав, що партія більшовиків у новообраних Радах виявилась у меншості. Після Жовтневого збройного перевороту, у результаті якого більшовики змогли створити підконтрольні собі Ради, антирадянська та антибільшовицька пропаганда в більшості випадків ототожнювались.
Надалі антирадянську пропаганду проводили політичні опоненти більшовиків. Основним інструментом ведення антирадянської пропаганди на той час був плакат, виконаний у жанрі карикатури.
Відмінною ознакою антирадянської пропаганди, яку проводили представники Білого руху та Білої армії, було те, що пропаганда велася з позицій захисту миру і свобод збереження державності Росії, захисту православної церкви та російського народу, добробуту населення та його соціальних та господарських устроїв.

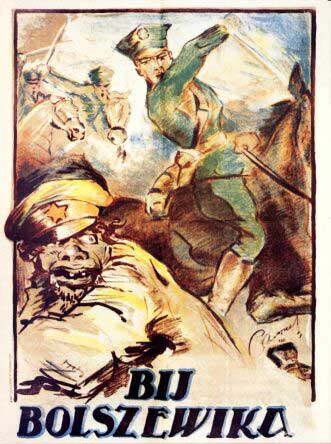

### Польська антирадянська пропаганда
Польська антирадянська пропаганда виникла як відповідь на події Польсько-радянської війни 1920 р. Відмінною ознакою польської антирадянської пропаганди було те, що значною мірою ця пропаганда також була антиросійською, з акцентуванням на жорстокості більшовицьких російських завойовників (див. ілюстрації 6, 7) та їх цивілізаційній відсталості (8).

### Антирадянська пропаганда в інших країнах
28 листопада 1918 року Вінстон Черчилль, виступаючи у своєму виборчому окрузі в Данді, казав:
Росія зведена більшовиками до тваринного стану, до варварства. Більшовики підтримують себе кривавими вбивствами… Цивілізація повністю знищена на гігантських територіях, а більшовики поводяться подібно кровожерливим бабуїнам серед руїн міст і трупів своїх жертв.

## Антирадянська пропаганда напередодні та в період Другої світової війни

### Антирадянська пропаганда в Англії та Франції
Сплеск антирадянської пропаганди в Англії та Франції відбувся після провалу переговорів 1930-х років про створення в Європі системи колективної безпеки за участі цих країн та СРСР і наступного зближення СРСР та нацистської Німеччини. Подібні матеріали публікували в тому числі ліві та комуністичні видання Англії та Франції, через що окремі їх наклади в СРСР були вилучені та знищені. Так, 29 листопада 1939 року англійська комуністична газета «Дейлі Вокер» писала:
Слід звернути особливу увагу на один з випадів містера Віларда проти радянської зовнішньої політики, яка стала такою ж аморальною, такою ж вбивчою, такою ж антисоціальною, як і зовнішня політика гітлеровської Німеччини.
Водночас газета «Паризький Матен» писала:
Германський народ і радянська революція крокують пліч-опліч.
Антирадянська пропаганда в Англії та Франції підтримувалась значною мірою урядами цих країн.

### Польська антирадянська пропаганда
Сплеск польської антирадянської пропаганди напередодні та в період Другої світової війни був обумовлений насамперед нападом СРСР разом із гітлерівською Німеччиною. Зважаючи на окупацію Польщі ця пропаганда велась окремими журналістами та католицькою церквою.

### Фінська антирадянська пропаганда
Сплеск фінської антирадянської пропаганди був викликаний нападом СРСР на Фінляндію, починаючи з листопада 1939 року. Ця пропаганда була направлена на висвітлення агресивних планів СРСР та на заохочення здачі в полон радянських солдатів.

### Німецька антирадянська пропаганда
У Німеччині антирадянська пропаганда проводилась засобами плакату, листівок, радіо та кіно з акцентуванням на визвольній місії німецької армії та злочинах більшовицької влади в СРСР. Так, кіно та фото документи про Катинський розстріл, відзняті німецькою окупаційною владою, в СРСР розглядались як антирадянська пропаганда.
На території Німеччини також знаходилися радіостанції, які транслювали на СРСР.
Ідеологічне та організаційне забезпечення пропаганди в Німеччині виконувало Міністерство пропаганди.

## Антирадянська пропаганда в період Холодної війни
У період Холодної війни антирадянська пропаганда була направлена, в основному, на висвітленні недоліків радянського суспільства порівняно із суспільствами розвинутих демократій. Основними засоби ведення антирадянської пропаганди на цей час були радіо («Голос Америки», «BBC», «Вільна Європа», «Радіо Ватикану» тощо) та кіно («Льотчик», «Червона спека» та інші).
Під кримінальні статті про антирадянську пропаганду в цей час також підпадали літературні твори Володимира Войновича, Віктора Суворова тощо.

## Антирадянська пропаганда в сучасній Росії
Не слід забувати, що саме Росія одноголосно вважається правонаступницею СРСР. Її геополітичні інтереси та внутрішня політика в цілому зберігають спрямованість на ті ж вектори, що і за часів СРСР. Оскільки люстрація в Росії, за великим рахунком, не проведена, очевидно, що еліти побоюються йти проти думки більшості, яка досі вважає саме слово «антирадянський» чимось негативним. Отже, суспільство тут ще не готове до люстрації. Ось чому інформаційні матеріали, що демонструють погляд на антигуманні по суті радянські реалії як на щось збочене й чуже загальноєвропейського шляху розвитку цивілізації, суспільством Росії розглядаються як антирадянські. Оскільки в сучасній Росії значна частина суспільства (і, в першу чергу, творча інтелігенція) не сумнівається в необхідності посоромлення радянського ладу, в країні не можуть іноді не з'являтися твори, спрямовані на викривання заплямованого кров'ю радянського режиму, наприклад, кінофільми «Жила-була одна баба», «4 дні в травні», «Служу Радянському Союзу» тощо.